# Alcopop

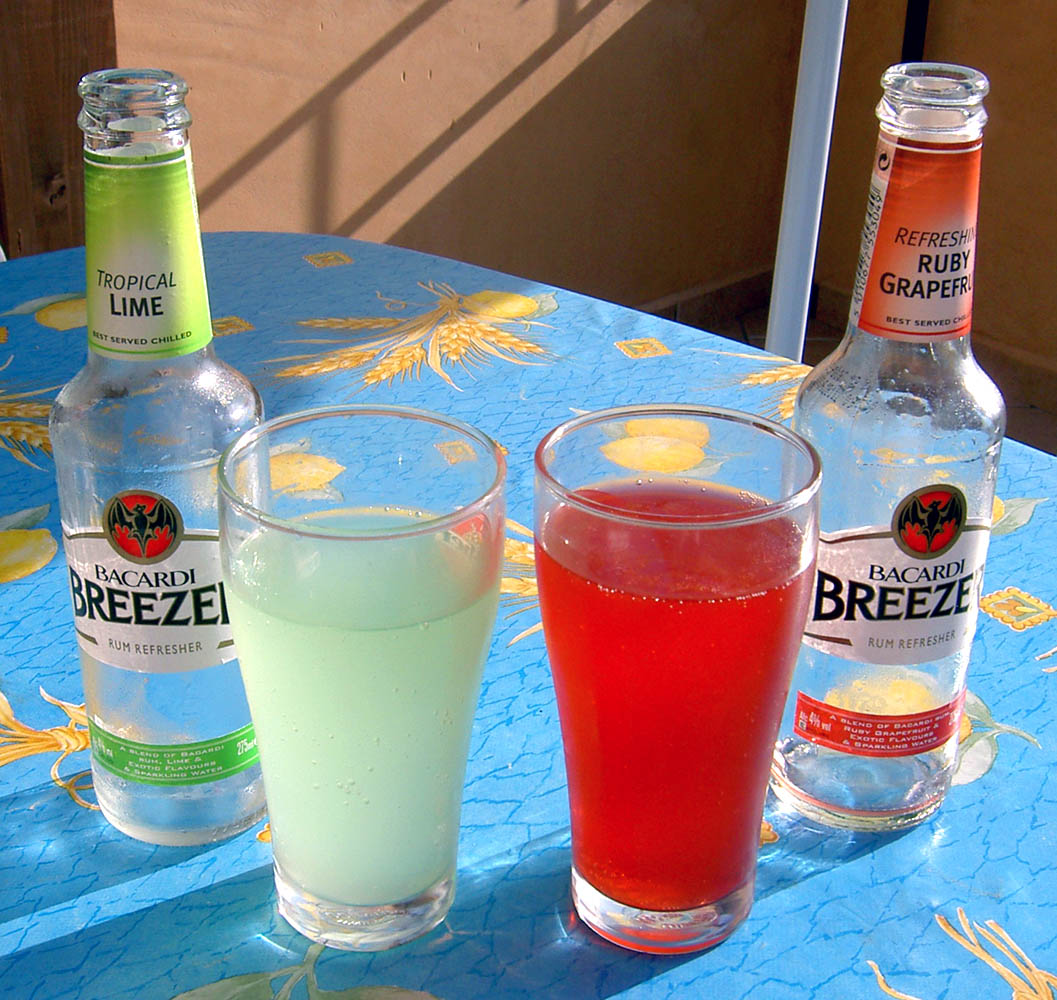
Alcopop.

Los alcopops son licores previamente mezclados comercializados en pequeñas botellas (típicamente entre 200–275ml) con relativamente bajo contenido alcohólico. Contienen zumos de frutas u otros saborizantes y tienen por término medio entre un 4% y un 7% de alcohol. En la industria de la elaboración de bebidas alcohólicas se conoce a estas bebidas como RTD (ready to drink) o también FAB (flavoured alcoholic beverages).
En Europa los alcopops tienden a contener una pequeña proporción de alcohol alta graduación, como vodka (por ejemplo, Smirnoff Ice) o ron (por ejemplo, Bacardi Breezer). En Estados Unidos los alcopops suelen comenzar como cervezas sin lúpulo. Posteriormente, se elimina gran parte de la malta (y del alcohol) (dejando principalmente agua), con la posterior adición de alcohol (normalmente vodka o alcohol de grano), azúcar, colorantes y aromatizantes.